# Disolfuro di allilpropile
Il disolfuro di allilpropile è un composto chimico che conferisce all'aglio il suo caratteristico aroma.

## Caratteristiche fisiche
Il disolfuro di allilpropile è un liquido irritante ed infiammabile, è liposolubile ed è quasi insolubile in acqua.
Questo composto insieme all'alliina, all'allicina, all'ajoene, al trisolfuro di diallile, al tetrasolfuro di diallile, rientra nei composti che stanno alla base dell'oli essenziali terpenici delle bulbose.

## Storia
Questo composto chimico non era conosciuto prima del 1844 quando Theodor Wertheim riuscì a separare un composto chimico dall'odore di aglio e lo chiamò "zolfo allilico". Solamente nel 1892 Friedrich Wilhelm Semmler identificò questo composto come uno dei componenti dell'aglio.
Questo composto è sottoposto allo studio sulle proprietà antitumorali dell'aglio, in particolare sui carcinomi.